# Hipòlit de Tebes
Hipòlit de Tebes (en llatí Hippolytus, en grec Ἱππόλυτος) fou un escriptor del segle x o segle xi de la biografia del qual no se sap res però va escriure una Crònica. És esmentat per Miquel Glicàs, un escriptor de la meitat del segle xii, que confon aquest relativament modern Hipòlit de Tebes amb l'Hipòlit de Portus Romanus, i per Nicèfor Cal·list Xantopul (mort el 1335).
La seva obra principal és el Chronicon, Ἱππολύτου Θηβαίου Χρονικόν Σύνταγμα (o Σύγγραμμα). També són d'ell dues peces breus, Περὶ τῶν ιβ́ Ἀποστόλων (Sobre els 12 apòstols) i Περὶ τῶν ό Ἀποστόλων (Sobre els apòstols), que de vegades s'atribueixen a Hipòlit de Portus Romanus. Fabricius les considera part del Chronicon.